# دو هکتار زمین (فیلم)
دو هکتار زمین (هندی: दो बीघा ज़मीन) فیلمی هندی، محصول سال ۱۹۵۴ و به کارگردانی و تهیه‌کنندگی بیمال روی است و نقش های اول فیلم به بالراج ساهنی و نیرکپا روی سپرده شد.این فیلم اولین فیلمیست که برندهٔ جایزهٔ فیلم‌فیر برای بهترین فیلم شده‌است.این فیلم در سال های ۱۳۳۱-۱۳۳۲.ش توزیع و انتشار داده شده است